# Municipio de General Toshevo
El municipio de General Toshevo (búlgaro: Община Генерал Тошево) es un municipio búlgaro perteneciente a la provincia de Dobrich.
En 2011 tiene 15 097 habitantes, el 70,34% búlgaros, el 12% gitanos y el 8,41% turcos. Casi la mitad de la población vive en la capital municipal General Toshevo.
Se ubica en el norte de la provincia y abarca la mayor parte de la frontera de esta provincia búlgara con el distrito rumano de Constanza. Por la capital municipal pasa la carretera que une las ciudades de Dobrich y Constanza.

## Localidades
| Localidad               | Cirílico                | Población (diciembre de 2009) |
| ----------------------- | ----------------------- | ----------------------------- |
| General Toshevo         | Генерал Тошево          | 7130                          |
| Aleksandar Stamboliyski | Александър Стамболийски | 36                            |
| Balkantsi               | Балканци                | 106                           |
| Bezhanovo               | Бежаново                | 129                           |
| Chernookovo             | Чернооково              | 306                           |
| Dabovik                 | Дъбовик                 | 219                           |
| Goritsa                 | Горица                  | 120                           |
| Gradini                 | Градини                 | 71                            |
| Izvorovo                | Изворово                | 300                           |
| Kalina                  | Калина                  | 92                            |
| Kardam                  | Кардам                  | 1051                          |
| Konare                  | Конаре                  | 52                            |
| Kraishte                | Краище                  | 30                            |
| Krasen                  | Красен                  | 312                           |
| Kapinovo                | Къпиново                | 240                           |
| Loznitsa                | Лозница                 | 44                            |
| Lyulyakovo              | Люляково                | 578                           |
| Malina                  | Малина                  | 241                           |
| Ograzhden               | Огражден                | 10                            |
| Petleshkovo             | Петлешково              | 283                           |
| Pisarovo                | Писарово                | 91                            |
| Plenimir                | Пленимир                | 92                            |
| Preselentsi             | Преселенци              | 326                           |
| Prisad                  | Присад                  | 370                           |
| Pchelarovo              | Пчеларово               | 609                           |
| Ravnets                 | Равнец                  | 273                           |
| Rogozina                | Рогозина                | 167                           |
| Rosen                   | Росен                   | 112                           |
| Rositsa                 | Росица                  | 440                           |
| Sirakovo                | Сираково                | 95                            |
| Snop                    | Сноп                    | 143                           |
| Snyagovo                | Снягово                 | 210                           |
| Spasovo                 | Спасово                 | 950                           |
| Sredina                 | Средина                 | 89                            |
| Sarnino                 | Сърнино                 | 82                            |
| Uzovo                   | Узово                   | 34                            |
| Vasilevo                | Василево                | 415                           |
| Velikovo                | Великово                | 64                            |
| Vichovo                 | Вичово                  | 43                            |
| Yovkovo                 | Йовково                 | 324                           |
| Zograf                  | Зограф                  | 160                           |
| Zhiten                  | Житен                   | 275                           |
| Total                   |                         | 16 714                        |